# Syngrapha zeta
Syngrapha zeta är en fjärilsart som beskrevs av Ottolengui 1902. Syngrapha zeta ingår i släktet Syngrapha och familjen nattflyn. Inga underarter finns listade i Catalogue of Life.